# Альтаміра (мікрорегіон)
Альтаміра (порт. Microrregião de Altamira) — мікрорегіон в Бразилії, входить в штат Пара. Складова частина мезорегіону Південний захід штату Пара. Населення становить 273 880 чоловік (на 2010 рік). Площа — 226 196,906 км². Густота населення — 1,21 чол./км².

## Демографія
Згідно з даними, зібраними в ході перепису 2010 р. Національним інститутом географії і статистики (IBGE), населення мікрорегіону становить:
| Повне населення                               | Повне населення                               | Повне населення                               | Повне населення                               | 273 880 |
| --------------------------------------------- | --------------------------------------------- | --------------------------------------------- | --------------------------------------------- | ------- |
| в тому числі:                                 | Міське населення                              | 160 392                                       | Відсоток міського населення, %                | 58,56   |
|                                               | Сільське населення                            | 113 488                                       | Відсоток сільського населення, %              | 41,44   |
|                                               | Чоловіче населення                            | 143 521                                       | Відсоток чоловічого населення, %              | 52,40   |
|                                               | Жіноче населення                              | 130 359                                       | Відсоток жіночого населення, %                | 47,60   |
| Густота населення, чол/км²                    | Густота населення, чол/км²                    | Густота населення, чол/км²                    | Густота населення, чол/км²                    | 1,21    |
| Населення мікрорегіону в % до населення штату | Населення мікрорегіону в % до населення штату | Населення мікрорегіону в % до населення штату | Населення мікрорегіону в % до населення штату | 3,61    |

## Склад мікрорегіону
До складу мікрорегіону включені наступні муніципалітети:
1. Альтаміра
2. Анапу
3. Бразіл-Нову
4. Медісіландія
5. Пакажа
6. Сенадор-Жозе-Порфіріу
7. Уруара
8. Віторія-ду-Шингу

| Бразилія | Це незавершена стаття з географії Бразилії. Ви можете допомогти проєкту, виправивши або дописавши її. |